# Konstitúciós izoméria
| Szénatomszám | Alkán konstitúciók száma |
| ------------ | ------------------------ |
| 4            | 2                        |
| 6            | 5                        |
| 8            | 18                       |
| 10           | 75                       |
| 15           | 4 347                    |
| 20           | 366 319                  |
| 30           | 4 111 846 763            |

A konstitúciós izoméria az a jelenség, amikor egy adott vegyület összegképletének többféle molekula is megfelel, mely molekulák egymástól csak az atomjaik kapcsolódási sorrendjében, és/vagy a kötések minőségében különböznek.
A konstitúciós izomerek azonos összegképletű vegyületek, amelyeken belül az atomok kapcsolódási sorrendje vagy a kötések minősége egymástól eltérő.
A konstitúció fogalma az atomok kapcsolódási sorrendjét és a kapcsolódások minőségét jelenti egy adott molekulában.
A konstitúció latin szó, jelentése elkészítés, elrendezés, állapot.
A szénatom négy kovalens vegyértéke, illetve láncképző hajlama révén már a viszonylag kevés atomból felépülő szerves vegyületek körében is fellép az izomériának ez a típusa, emiatt nem túl informatívak a szerves kémiában az összegképletek, s helyettük gyakrabban használják a konstitúciós képleteket.
A szénatomszám növekedésével rendkívül gyorsan nő a lehetséges izomerek száma, a jobb oldali táblázat az alkánok elvileg lehetséges konstitúcióinak számát mutatja be. (Fontos megjegyezni, hogy a táblázat alján szereplő értékeket már matematikai módszerekkel számították ki, azok közül bizonyos mennyiségű konstitúció a valóságban nem létezhetne, ennek legfőképpen térszerkezeti okai vannak.)
Amennyiben a molekulában heteroatom vagy kettős kötés is található, az még tovább növeli a lehetséges (illetve ezzel együtt a ténylegesen létező) izomerek számát.

## Típusai
| Az izoméria típusa | Példák       | Példák |
| ------------------ | ------------ | ------ |
| funkciós izoméria  |              |        |
| etil-alkohol       | dimetil-éter |        |
| láncizoméria       |              |        |
| n-butanol          | izobutanol   |        |
| helyzetizoméria    |              |        |
| propanol           | izopropanol  |        |
| vegyértékizoméria  |              |        |
| benzol             | benzvalén    |        |

A konstitúciós izoméria további altípusokra osztható a következők szerint:

- funkciós izoméria (pl. etil-alkohol és dimetil-éter)
olyan vegyületekben lép fel, amelyekben eltérő funkciós csoport található

- láncizoméria (pl. n-butanol és izobutanol)
olyan vegyületekben lép fel, amelyek azonos funkciós csoportot tartalmaznak, azonban a szénláncuk szerkezete eltérő

- helyzetizoméria (pl. propanol és izopropanol)
olyan vegyületekben lép fel, amelyek a szénlánc más pontján tartalmazzák ugyanazt a funkciós csoportot

- vegyértékizoméria (pl. benzol, benzvalén)
olyan vegyületekben lép fel, amelyekben az azonos atomcsoportok vegyértékei különböző kötésrendszerekkel kielégíthetők

## Tautoméria
A tautoméria (gör. 'ταυτόσ' – azonos, 'μέρος' – rész) a konstitúciós izoméria egy típusa, a tautomer vegyületek egymástól egy mozgékony proton (hidrogénatom), illetve a molekulában található kettős kötések helyzetében különböznek. Elkülönítésük egymástól nem mindig lehetséges, ugyanis a két tautomer forma egymással dinamikus egyensúlyban található, az egyensúly azonban jellemzően valamelyik irányban erősen el van tolódva.